# XCMG
XCMG (Xuzhou Construction Machinery Group Co., Ltd.) (XCMG Group) (кит. 徐工集团; Сюйгунцзитуань) — международная государственная компания, образованная в 1989 г.  Специализируется на  производстве спецтехники. Штаб-квартира находится в г. Сюйчжоу, провинция Цзянсу, Китай. Компания занимает первое место в китайской отрасли строительного машиностроения и 3-е место в мире согласно рейтингу производителей спецтехники. Объем продаж за 2020 год составил 15,1 млрд. долларов.

## Продукция
Компания производит широкий ассортимент спецтехники: крановую, дорожную, пожарную, карьерную, санитарную технику, погрузчики, установки горизонтально-направленного бурения, оборудование для высотных работ, тоннелепроходческие комплексы, бетонное оборудование, экскаваторы, спецмашины.

## XCMG в мире
Техника XCMG продается более чем в 180 странах мира. За двадцать с лишним лет активного развития компания сформировала  развитую транснациональную сеть продаж и обслуживания. В нее вошли 300 зарубежных дилеров, 40 представительств, 2000 пунктов сервисного обслуживания.
XCMG имеет собственные центры исследований, разработок и производственные базы в более чем 10 странах, включая Германию, США, Бразилию и Индию. Бренд приобрел три европейские компании, включая Schwing. 
Производственная база XCMG в Бразилии стала образцом китайско-бразильского экономического сотрудничества. В настоящее время XCMG Brazilian Bank первый зарубежный банк обрабатывающей промышленности Китая.

## История
До 1989 гг.
В 1943 году был основан один из предшественников XCMG Group, «Huaxing Iron Factory», который позже был переименован в Xuzhou Heavy Machinery Factory. 
В 1957 году в Китае произведен первый башенный кран.
В 1960 году XCMG разработала первый в Китае 10-тонный паровой каток.
С 1963 по 1982 год компания разработала первый в Китае 5-тонный автокран, 16-тонный автокран с полным приводом и гидравлический виброкаток.
с 1989 по 2008 год
В 1989 году XCMG Group официально получает свое нынешнее название. В этом же году  разрабатывается первый китайский асфальтоукладчик.
В 1995 году XCMG разработала 160-тонный вездеходный автокран.
В 1996 году XCMG  регистрируется на Шэньчжэньской фондовой бирже.
В 1999-2000 году произошла смена руководящего состава. Обновленное руководство приняло к реализации новую корпоративную политику. В компании были проведены реформы и структурная оптимизация.
с 2011 г. по настоящее время
В 2011 году XCMG заняла 5-е место в мировой индустрии строительной техники.
В 2012 году компания XCMG разработала высокотехнологичный вездеходный кран XCA 5000 с самым большим в мире тоннажем, а также самый большой в мире карьерный самосвал DE 400.
В этом же году XCMG занимает первое место в мировой индустрии автокранов и приобретает German Schwing, мирового лидера в производстве бетонного оборудования.
2012 год ознаменован началом работы исследовательского института строительной техники в г. Сюйчжоу. Инвестиции в его строительство составили 1 млрд. юаней.
В 2013 году открыт Европейский исследовательский центр XCMG в Дюссельдорфе.
Первый в мире гусеничный кран на 4000 тонн, самостоятельно разработанный XCMG, приступил к работе.
В 2014 году в Бразилии запустили первое зарубежное производственное предприятие XCMG.
В 2018 году 700-тонный гидравлический экскаватор XCMG сошел с конвейерной линии.
В 2019 году внедорожный кран XCMG XCA1600 успешно завершил установку самой высокой в мире наземной ветроэнергетической установки высотой 140 метров.
В 2021 году XCMG занимает 3-е место среди 50 крупнейших компаний по производству строительной техники в мире.

## XCMG в России
Продукция корпорации известна в России с 2000 г. Долгое время техника завозилась децентрализовано отдельными дилерами. С 2012 г. интересы XCMG начал представлять официальный дистрибьютор XCMG в России — «СюйГун Ру». Дистрибьютором осуществляются продажи и сервис через сеть дилеров и сервисных партнеров.
Ежегодный экспорт спецтехники в Россию превышает две тысячи единиц. На первый квартал 2025 года XCMG стал одним из самых популярных брендов в сегменте новой дорожно-строительной техники.